# 土门关乡
土门关乡，是中华人民共和国青海省西宁市湟中区下辖的一个乡镇级行政单位。

## 行政区划
土门关乡下辖以下地区：
土门关村、坝沟村、坝沟门村、年坝村、林马村、后沟村、加汝尔村、下山庄村、上山庄村、红岭村、王沟尔村、贾尔藏村、关跃村、青峰村、业隆村、牙加村、秋子沟村、上阿卡村和下阿卡村。